# جيمس موريسون (رسام)
جيمس موريسون (بالإنجليزية: James Morrison) هو رسام بريطاني، ولد في 1932 في غلاسكو في المملكة المتحدة.